# Ramsing (slægt)
Ramsing er en dansk slægt.

## Nogle kendte medlemmer
- Benedicte Ramsing (1912-1988) – generalpriorinde i Rom (Benedicte Kirsten Marie Utke Ramsing)
- Bob Ramsing (1923-1998) – dansk modstandsmand og forfatter (Preben Bob Ramsing)
- Carl C.U. Ramsing (1883-1951) – dansk officer og ingeniør (Carl Christian Utke Ramsing)
- Christian Ramsing (1845-1914) – dansk ingeniør og professor
- Einar Ramsing (1875-1934) – dansk politimester (Einar Boisen Ramsing)
- Erik V. Ramsing (1898-1973) – dansk ingeniør (Erik Vallentin Ramsing)
- H.U. Ramsing (1868-1946) – dansk officer og historiker (Holger Utke Ramsing)
- Jens Christian Ramsing (1768-1852) – dansk provst
- Julie Ramsing (1871-1954) – dansk generalinde
- Aage Utke Ramsing (1870-1935) – dansk officer